# Yassine El Ghanassy
Yassine El Ghanassy (La Louvière, 12 luglio 1990) è un ex calciatore belga di origini marocchine, di ruolo attaccante.

## Carriera

### Club
El Ghanassy ha giocato nelle giovanili della squadra della sua città, La Louvière. Nel 2006 è approdato in prima squadra e vi ha militato per due stagioni, totalizzando 34 presenze e 4 reti tra Derde e Tweede klasse. Successivamente è passato al Gent, con cui ha avuto l'opportunità di debuttare nella Pro League. È rimasto in squadra per quattro stagioni consecutive, durante le quali ha contribuito alla vittoria finale della Coppa del Belgio 2009-2010. Il 20 settembre 2011 ha rinnovato il contratto che lo legava al club per altre cinque stagioni.
Il 12 luglio 2012, El Ghanassy si è trasferito agli inglesi del West Bromwich con la formula del prestito. Ha scelto di vestire la maglia numero 10. Ha disputato la prima partita in squadra in data 28 agosto, andando anche in rete nella vittoria per 2-4 sullo Yeovil Town, in una sfida valida per la Football League Cup 2012-2013. Rimasto con i Baggies fino al gennaio 2013, non ha disputato alcun incontro in Premier League, limitandosi a 3 presenze e una rete nelle coppe nazionali.
Il 30 gennaio 2013, El Ghanassy è passato agli olandesi dell'Heerenveen, in prestito fino al termine della stagione in corso. Ha esordito nell'Eredivisie in data 1º febbraio, sostituendo Filip Đuričić nella vittoria per 0-1 sul campo dello RKC Waalwijk. Il 9 marzo ha realizzato la prima rete, nella vittoria per 2-1 sul PSV. Il 5 maggio ha siglato una doppietta ai danni dell'Utrecht, nella partita persa dalla sua squadra col punteggio di 2-4. Ha chiuso l'esperienza con questa maglia con 5 reti in 14 partite.
Terminato il prestito all'Heerenveen, El Ghanassy ha fatto ritorno al Gent, dove ha giocato fino alla successiva finestra di trasferimento invernale. Il 23 gennaio 2014, El Ghanassy è stato ceduto agli emiri dell'Al-Ain con la formula del prestito, con diritto d'opzione per un acquisto a titolo definitivo. Ha esordito in squadra il 24 gennaio, sostituendo Diaky Ibrahim nel pareggio casalingo per 1-1 contro l'Al Dhafra. Il 6 febbraio ha segnato la prima rete, nel successo per 0-3 sul campo del Dubai Club. Nella stessa stagione, ha vinto la Coppa del Presidente, per poi tornare al Gent per fine prestito. Il 19 settembre 2014, ha rescisso il contratto che lo legava alla squadra belga, ritrovandosi svincolato.
Dopo essere stato in prova per una settimana, il 30 marzo 2015 i norvegesi dello Stabæk hanno annunciato d'aver ingaggiato El Ghanassy, che si è legato al nuovo club con un contratto annuale. Ha esordito nell'Eliteserien in data 12 aprile, schierato titolare nella sconfitta per 2-0 maturata sul campo dell'Odd. Il 27 giugno successivo ha realizzato il primo gol nella massima divisione locale, nella vittoria interna per 3-2 sullo Strømsgodset. Ha chiuso la stagione con 30 presenze e 3 reti tra tutte le competizioni, con lo Stabæk che ha raggiunto il 3º posto finale in campionato, qualificandosi per l'Europa League 2016-2017. El Ghanassy non ha rinnovato il contratto in scadenza al 31 dicembre 2015, ritrovandosi così svincolato dal 1º gennaio 2016.
Il 12 gennaio 2016, libero da vincoli contrattuali, ha firmato un accordo biennale con l'Ostenda, compagine della massima divisione belga.
Il 17 agosto 2017 è passato ai francesi del Nantes, legandosi fino al 30 giugno 2021 e scegliendo di vestire la maglia numero 14.
Il 20 agosto 2018 è ceduto ai sauditi dell’Al-Ra'ed.
Il 1º marzo 2021 ha firmato un accordo con gli ungheresi dell'Újpest.

### Nazionale
Conta 2 presenze per il Belgio: ha esordito il 9 febbraio 2011, sostituendo Eden Hazard nel pareggio per 1-1 contro la Finlandia, partita amichevole.

## Statistiche

### Presenze e reti nei club
Statistiche aggiornate al 17 agosto 2017.
| Stagione           | Club               | Campionato         | Campionato | Campionato | Coppe nazionali | Coppe nazionali | Coppe nazionali | Coppe continentali | Coppe continentali | Coppe continentali | Supercoppe | Supercoppe | Supercoppe | Totale | Totale |
| Stagione           | Club               | Comp               | Pres       | Reti       | Comp            | Pres            | Reti            | Comp               | Pres               | Reti               | Comp       | Pres       | Reti       | Pres   | Reti   |
| ------------------ | ------------------ | ------------------ | ---------- | ---------- | --------------- | --------------- | --------------- | ------------------ | ------------------ | ------------------ | ---------- | ---------- | ---------- | ------ | ------ |
| 2006-2007          | La Louvière        | D3                 | 12         | 1          | CB              | ?               | ?               | -                  | -                  | -                  | -          | -          | -          | 12+    | 1+     |
| 2007-2008          | La Louvière        | D2                 | 22         | 3          | CB              | ?               | ?               | -                  | -                  | -                  | -          | -          | -          | 22+    | 3+     |
| Totale La Louvière | Totale La Louvière | Totale La Louvière | 34         | 4          |                 | ?               | ?               |                    | -                  | -                  |            | -          | -          | 34+    | 4+     |
| 2008-2009          | Gent               | D1                 | 11         | 0          | CB              | ?               | ?               | -                  | -                  | -                  | -          | -          | -          | 11+    | 0+     |
| 2009-2010          | Gent               | D1                 | 36         | 2          | CB              | 6               | 0               | -                  | -                  | -                  | -          | -          | -          | 42     | 2      |
| 2010-2011          | Gent               | D1                 | 39         | 6          | CB              | 5               | 1               | UCL+UEL            | 2+8                | 0                  | SB         | 1          | 0          | 55     | 7      |
| 2011-2012          | Gent               | D1                 | 33         | 5          | CB              | 4               | 2               | -                  | -                  | -                  | -          | -          | -          | 37     | 7      |
| 2012-gen. 2013     | West Bromwich      | PL                 | 0          | 0          | FACup+CdL       | 1+2             | 0+1             | -                  | -                  | -                  | -          | -          | -          | 3      | 1      |
| gen.-giu. 2013     | Heerenveen         | ED                 | 14         | 5          | CO              | -               | -               | -                  | -                  | -                  | -          | -          | -          | 15     | 5      |
| 2013-gen. 2014     | Gent               | D1                 | 21         | 5          | CB              | 3               | 0               | -                  | -                  | -                  | -          | -          | -          | 24     | 5      |
| Totale Gent        | Totale Gent        | Totale Gent        | 140        | 18         |                 | 18+             | 3+              |                    | 10                 | 0                  |            | 1          | 0          | 169+   | 21+    |
| gen.-giu. 2014     | Al-Ain             | AGL                | 11         | 1          | CEAU            | ?               | ?               | ACL                | 7                  | 0                  | -          | -          | -          | 18+    | 1+     |
| 2015               | Stabæk             | ES                 | 26         | 3          | CN              | 4               | 0               | -                  | -                  | -                  | -          | -          | -          | 30     | 3      |
| gen.-giu. 2016     | Ostenda            | D1                 | 15         | 5          | CB              | -               | -               | -                  | -                  | -                  | -          | -          | -          | 15     | 5      |
| 2016-2017          | Ostenda            | D1                 | 36         | 4          | CB              | 5               | 0               | -                  | -                  | -                  | -          | -          | -          | 41     | 4      |
| lug.-ago. 2017     | Ostenda            | D1                 | 3          | 0          | CB              | 0               | 0               | UEL                | 1                  | 0                  | -          | -          | -          | 4      | 9      |
| Totale Ostenda     | Totale Ostenda     | Totale Ostenda     | 54         | 9          |                 | 5               | 0               |                    | 1                  | 0                  |            | -          | -          | 60     | 9      |
| ago. 2017-2018     | Nantes             | L1                 | 0          | 0          | CF+CdL          | 0               | 0               | -                  | -                  | -                  | -          | -          | -          | 0      | 0      |
| Totale             | Totale             | Totale             | 279        | 40         |                 | 30+             | 4+              |                    | 18                 | 0                  |            | 1          | 0          | 328+   | 44+    |

### Cronologia presenze e reti in nazionale
| Cronologia completa delle presenze e delle reti in nazionale ― Belgio | Cronologia completa delle presenze e delle reti in nazionale ― Belgio | Cronologia completa delle presenze e delle reti in nazionale ― Belgio | Cronologia completa delle presenze e delle reti in nazionale ― Belgio | Cronologia completa delle presenze e delle reti in nazionale ― Belgio | Cronologia completa delle presenze e delle reti in nazionale ― Belgio | Cronologia completa delle presenze e delle reti in nazionale ― Belgio | Cronologia completa delle presenze e delle reti in nazionale ― Belgio |
| Data                                                                  | Città                                                                 | In casa                                                               | Risultato                                                             | Ospiti                                                                | Competizione                                                          | Reti                                                                  | Note                                                                  |
| --------------------------------------------------------------------- | --------------------------------------------------------------------- | --------------------------------------------------------------------- | --------------------------------------------------------------------- | --------------------------------------------------------------------- | --------------------------------------------------------------------- | --------------------------------------------------------------------- | --------------------------------------------------------------------- |
| 9-2-2011                                                              | Gand                                                                  | Belgio                                                                | 1 – 1                                                                 | Finlandia                                                             | Amichevole                                                            | -                                                                     |                                                                       |
| 10-8-2011                                                             | Celje                                                                 | Slovenia                                                              | 0 – 0                                                                 | Belgio                                                                | Amichevole                                                            | -                                                                     |                                                                       |
| Totale                                                                |                                                                       | Presenze                                                              | 2                                                                     |                                                                       | Reti                                                                  | 0                                                                     |                                                                       |

## Palmarès

### Club

#### Competizioni nazionali
- Coppa del Belgio: 1

Gent: 2009-2010
- Coppa del Presidente degli Emirati Arabi Uniti: 1

Al-Ain: 2013-2014